# Ambrosius Ferrethi

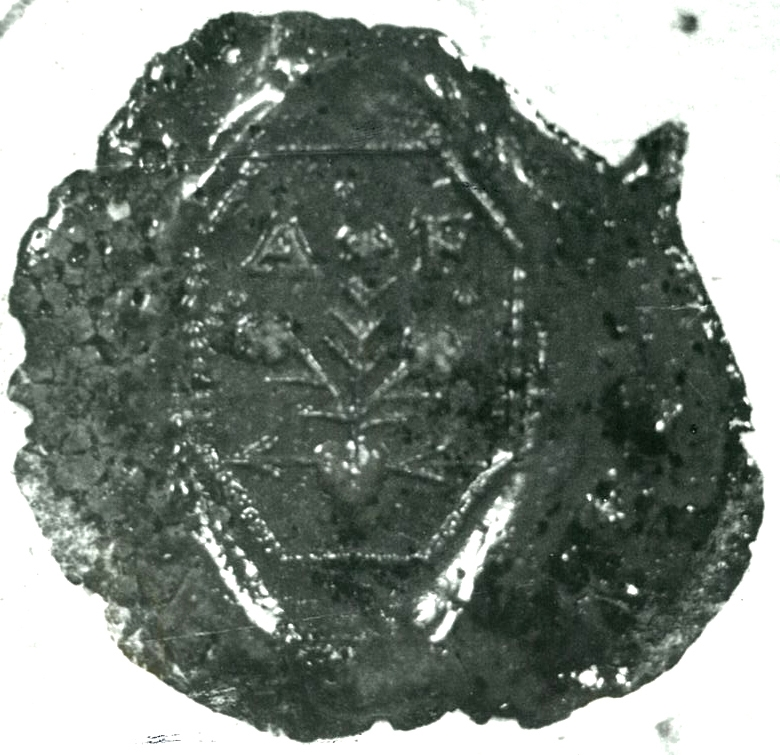
Siegel von Ferrethi

Ambrosius Ferrethi (* 3. März 1628 in Bissone, Tessin, Schweiz; † 20. Februar 1696 in Kaisersteinbruch, Ungarn, heute Burgenland) war kaiserlicher Hof-Steinmetzmeister des Barock. In manchen Schriften wird er auch als Ferretti oder Vereti bezeichnet.

## Leben
Bei seiner Gesellenwanderung kam Ambrosius Ferrethi in den kaiserlichen Steinbruch bei Wien um seine Kenntnisse zu vervollkommnen. In einem Häuserverzeichnis des Jahres 1653 finden wir den Gesellen Ambrosius im Hause des kürzlich verstorbenen Hofkünstlers Pietro Maino Maderno, auch gewester Herr Richter, als Inwohner.

## Heirat in Kaisersteinbruch
Agatha Bregnin, Tochter des Steinmetzmeisters Hieronymus Bregno und Ehefrau Margaretha erwählte ihn am 28. Mai 1656 zum Ehemann. Zeugen waren Andre de Luca und Domenicus Petruzzy, beide Steinmetzmeister und Geschworene hier. Hier war er „wie zuhause“, denn die Künstler der Kaisersteinbrucher Bruderschaft waren allesamt miteinander verwandt. Sie erwarben von den Erben ihres verstorbenen Onkels, des Hofbildhauers Pietro Maino Madernos dessen Besitz, Steinbruch, Häuser usw. Agatha starb im Januar 1662, Meister Ambrosius heiratete Maria N., nicht in Kaisersteinbruch, daher keine weiteren Daten. Tochter Maria Elisabetha wurde geboren, im Jahr darauf Anastasia.

## Leopoldinischer Trakt der Hofburg – Hofsteinmetzmeister
Der monumentale Auftrag über Steinmetzarbeiten aus hartem Steinwerk für den Leopoldinischen Trakt in der Wiener Hofburg, gemeinsam mit Camillo Rezi, sein „Lebensauftrag“ von 1660 bis 1680, brachte Ambrosius Ferrethi den Titel eines Hofsteinmetzmeisters. Obgleich die Arbeiten mit großer Eile vorangetrieben wurden, traten aus Materialmangel Verzögerungen auf. Der Bauschreiber Lucas Ehrlinger argumentierte am 5. Mai 1665 eine solche Verhindernuß .. durch das Kriegswesen diese zwey Jahre her, sind die Bauern um ihre Pferde gekommen. Daher sind keine Fuhrleute zu haben. So können die großen Gesimsplatten zu der Faciata nicht geführt und das Dachwerk einzudecken nicht angefangen werden kann ... Über die genaue Lage des Steinbruchs war man in Wien nur ungefähr informiert, in der Abrechnung liest man: die italienischen Meister im kaiserlichen Steinbruch bey Männersdorf ...
Die Arbeiten aus dem weichem Steinwerk führte der Wiener Hofsteinmetzmeister Urban Illmayr aus. Dazu gehörte auch die Zurichtung unterschiedlicher alter Steine und das Marmorpflaster für die Kapelle.

## Salva Guardia-Privilegium für Kaisersteinbruch
→ Salva Guardia-Privilegium für Kaisersteinbruch#Kaiser und König Leopold I.
Kaiser Leopold I. erneuerte und verlieh 1660 das Privilegium der Befreiung von militärischer Einquartierung, zum Zeichen dessen an den Türen ihrer Häuser den kaiserlichen Doppeladler anzubringen und sollen eine Kapelle zur Fronleichnams-Prozession errichten. Als Dank den Meistern Jacobus Maderno, Ambrosius Ferrethi, Ambrosius Regondi, Domenicus Petruzzy und Giorgio Regondi auch ihm selbst geleisteten Diensten.

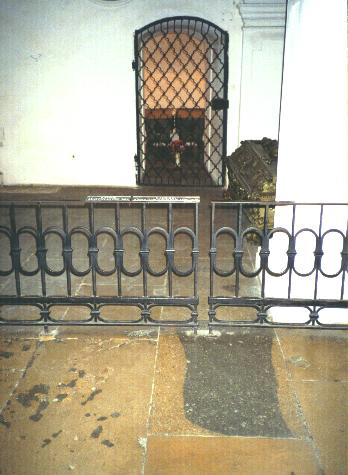
Kapuzinergruft, Steinboden aus Kaiserstein
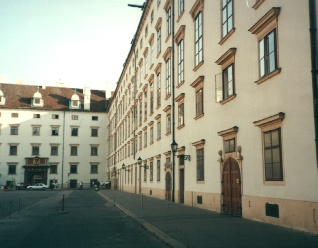
Hofburg, Leopoldinischer Trakt
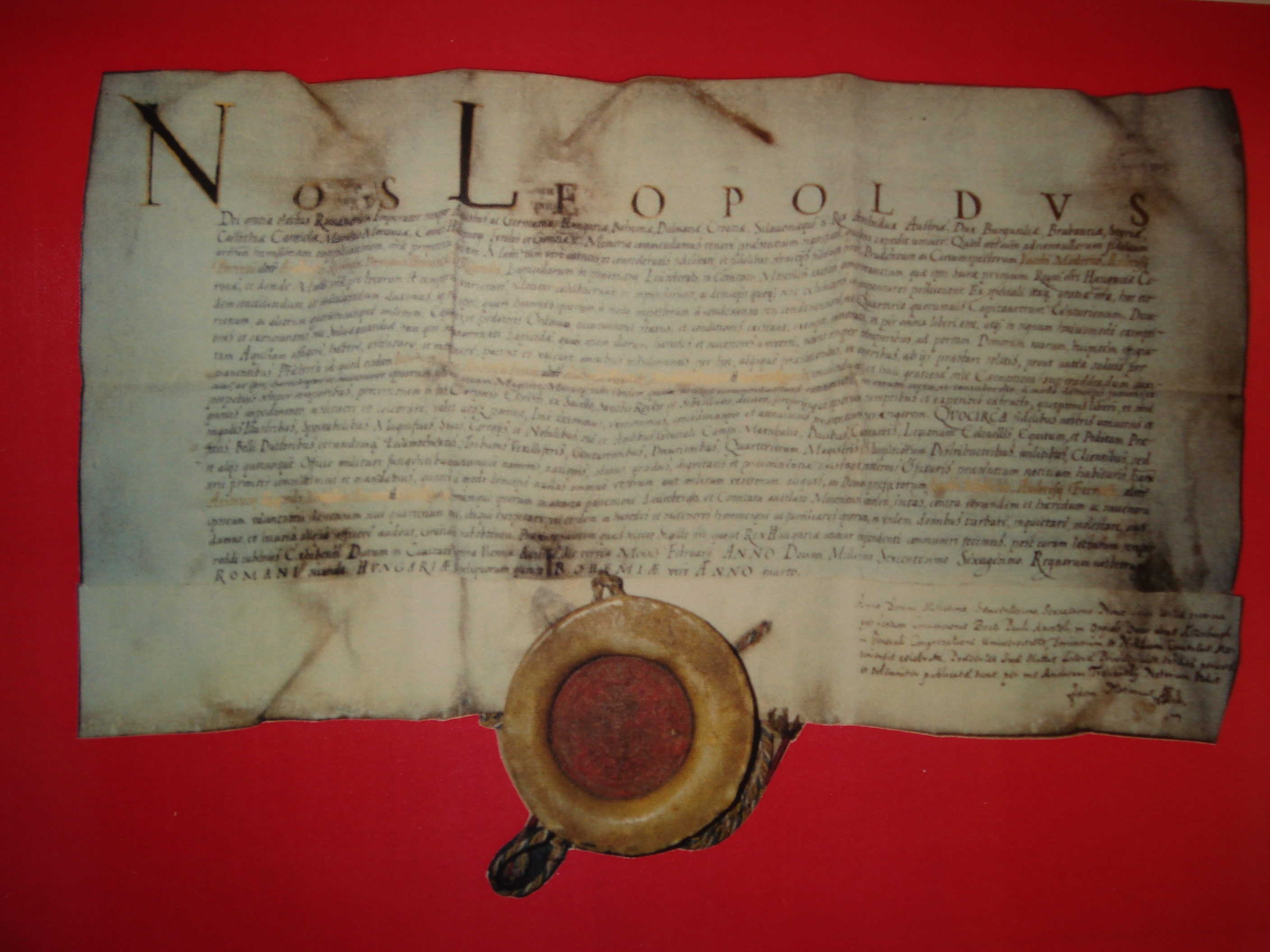
Salva Guardia-Privilegium
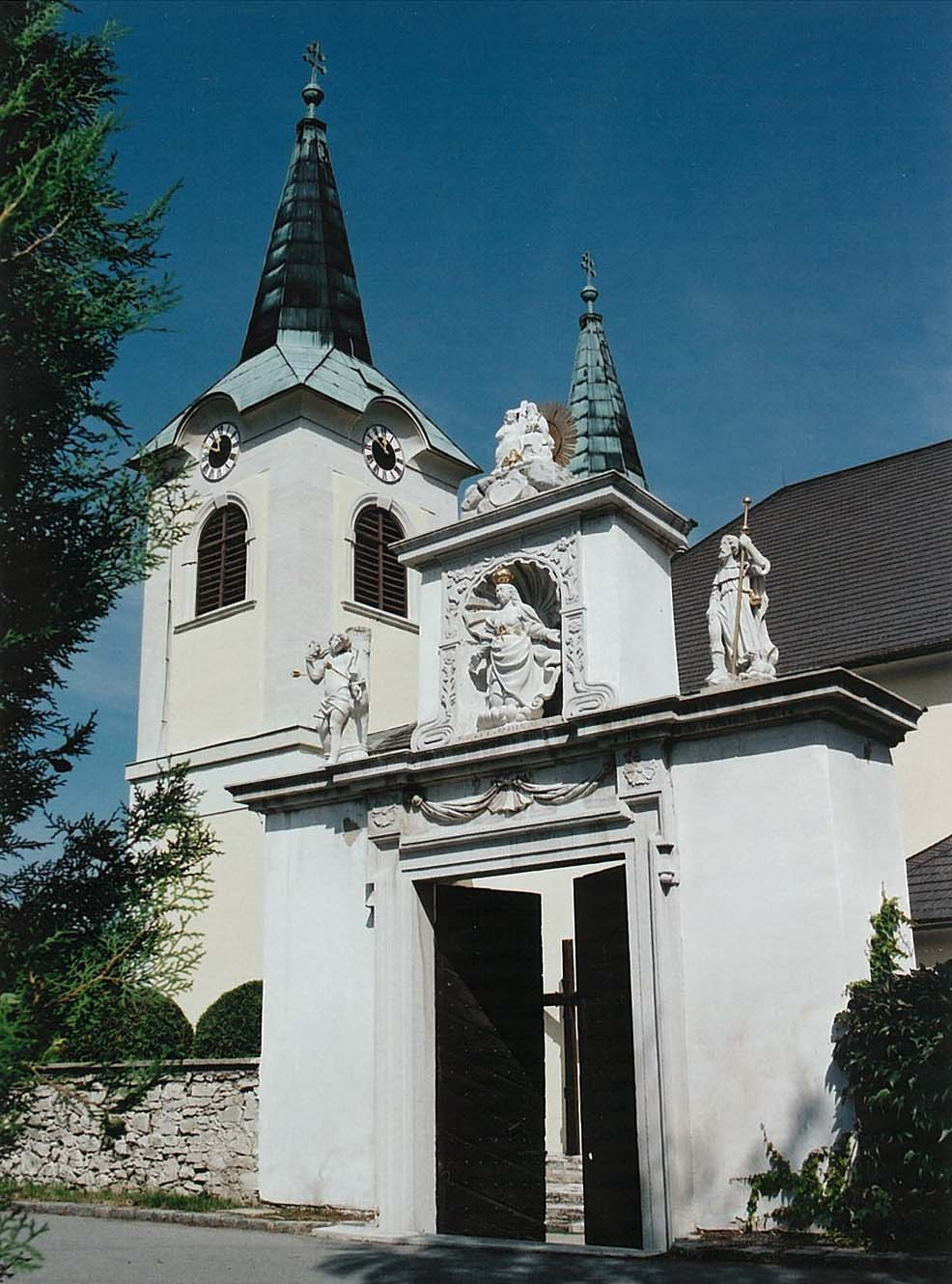
Kaisersteinbruch, Friedhofsportal
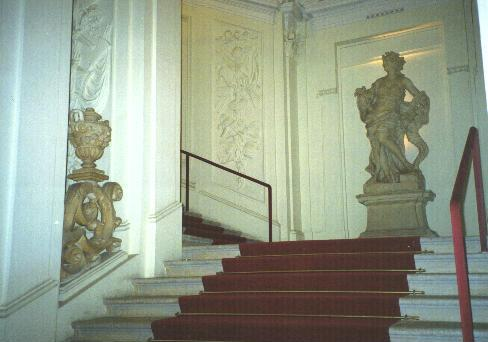
Detail der Prunkstiege im Stadtpalais Liechtenstein
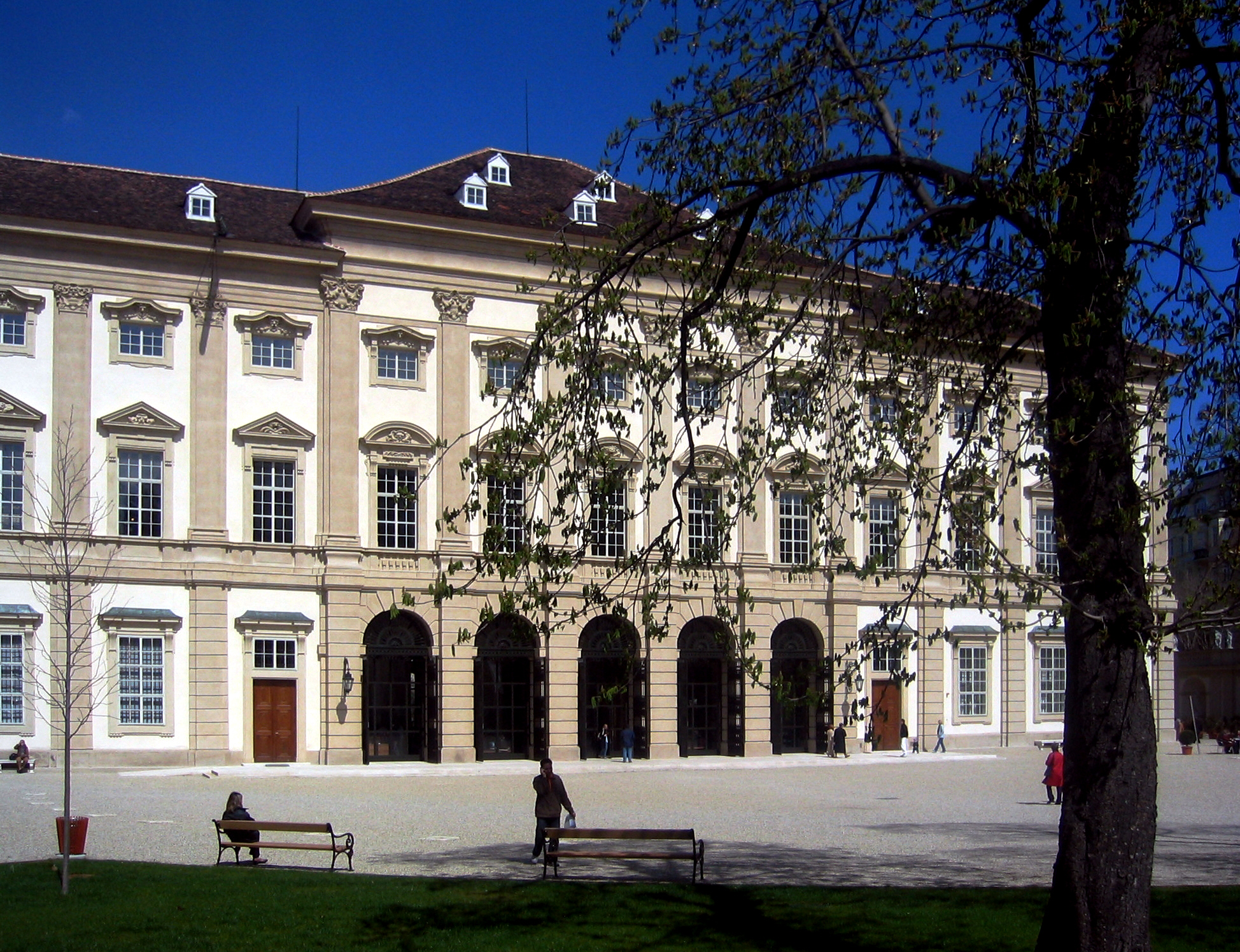
Gartenpalast Liechtenstein

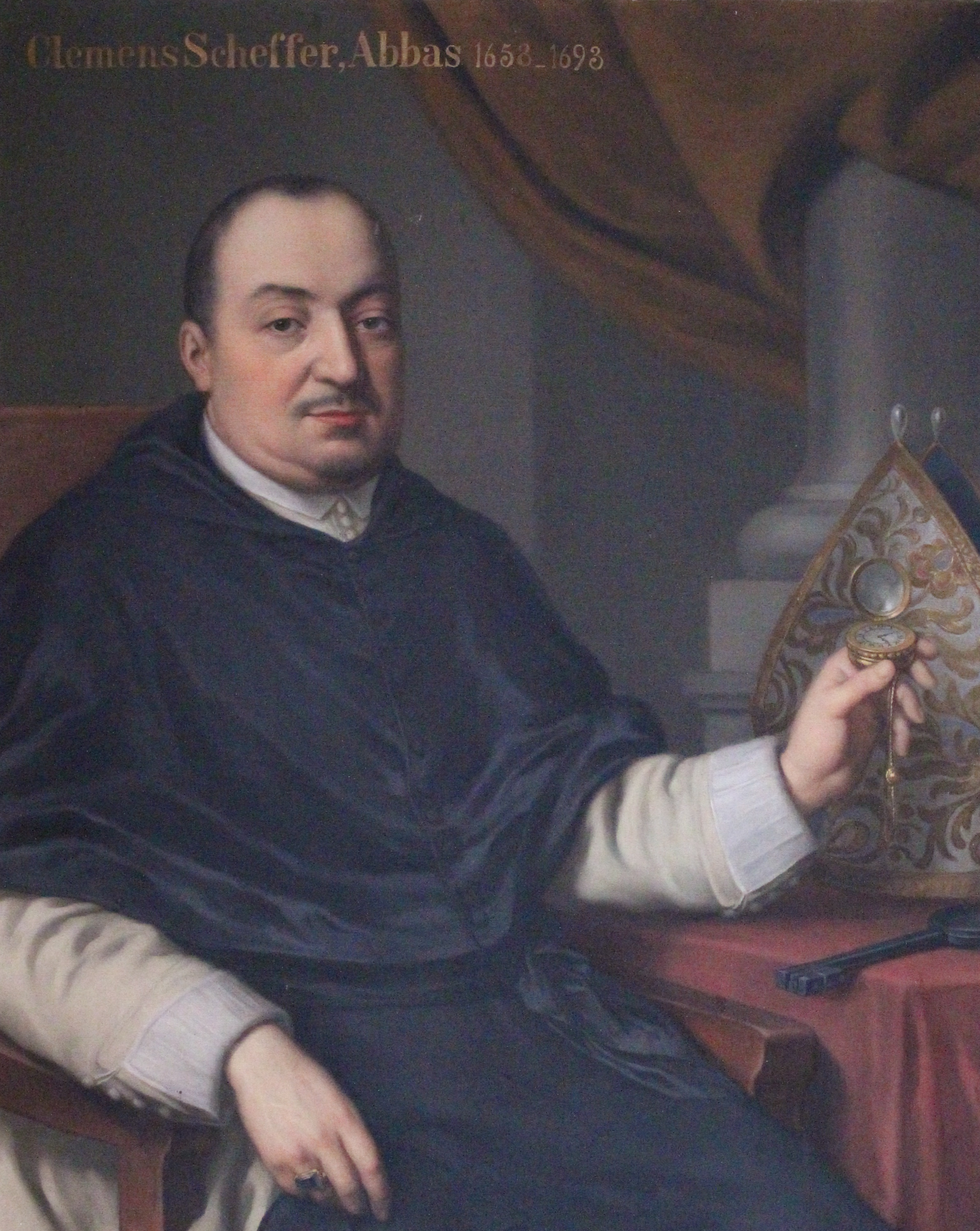
Abt Clemens Schäffer

## Richteramt
In den Abtprotokollen von Clemens Schäffer ist zu lesen, ... anno 1679 ist in Steinbruch auch die Pest ziemlich eingerissen ..., am 13. Juni 1680 ist Bannthaiding gehalten und Meister Ambrosius Ferrethi zum Richter gemacht worden. Aus den Schriften lässt sich ableiten, dass Ferrethi den kaiserlichen Steinbruch erfolgreich durch die schwierigen Zeiten führte. So gewährte und erneuerte Kaiser Leopold I. 1689 dem Kaisersteinbrucher Steinmetzhandwerk das Privileg der eigenständigen Viertellade.
Ferrethis barockes Friedhofsportal vor der Kaisersteinbrucher Kirche ist bis in unsere Tage als eine Sehenswürdigkeit erhalten geblieben.

## Die Meister des Kaisersteinbrucher Steinmetzhandwerkes
Ferrethi amtierte als Richter von 1680 bis 1696, seine Mitmeister im Handwerk der Steinmetzen und Maurer in Kaisersteinbruch waren Antonius Pery, Domenicus Petruzzy, Reichardt Fux, Ambrosius Hutter, Giovanni Battista Passerini, Andreas Sämmer, Giovanni Pietro della Torre, Martin Trumler.

### Wallfahrtskirche Maria Himmelfahrt
Das Mariahilfer Marienbild wurde vorerst in einer Holzkapelle öffentlich verehrt, danach durch einen gemauerten Bau ersetzt. Während der Zweiten Türkenbelagerung konnte das Bild aus der zerstörten Kapelle gerettet werden. Danach errichtete man eine kleine Notkirche und begann mit den Planungen für einen großen Kirchenbau. Im März 1686 erfolgten die Fundamentierungsarbeiten, am 14. August 1689 war der Bau so weit gediehen, dass das Gnadenbild zurückgeholt werden konnte. In den Quellen werden als Bauführende Sebastiano Carlone und Ambrosius Ferrethi genannt. Einige Jahre später wurde ein Chorturm gebaut, aber die starke Zunahme der Wallfahrten erforderte ein größeres Bauwerk.

### Baugesellschaft mit seinen Schwiegersöhnen
Er hatte keine Söhne, aber aus den Aufträgen erfahren wir, dass er große Arbeiten mit seinen Schwiegersöhnen Martin Trumler und Giovanni Battista Passerini erledigte. Von seinen Lehrjungen seien 1674 Giovanni Pietro della Torre und 1694 Elias Hügel erwähnt.

## Tod
Ambrosius starb am 20. Februar 1696 im 69. Lebensjahr, er hinterließ ein beachtliches Vermögen. Witwe Catharina, jetzt Frau Meisterin, ehelichte 1696 den Eggenburger Steinmetzgesellen Johann Georg Haresleben. Ferrethis Epitaph befand sich in der Kaisersteinbrucher Kirche, ist derzeit Privateigentum.
Die Grabinschrift lautet:
ALHIER RUEHEN DIE LEIBER / DES EHRENVÖSTEN UND WOLGEEHRTEN HERRN AMBROSI FERRETI SEINES ALTERS 69 JAHR. HAT DAS RICHTERAMT 17 JAHR ADMINISTRIERET, DEN 20. FEB. IN GOTT SELIG ENTSCHLAFEN / SEINE ERSTE HAUSFRAU AGATHA IHRES ALTERS 24 JAHR, HAT DEN 28. JAN. 1662 DIE WELT GESEGNET / DIE ANDERE MARIA 40 JAHR ALT HAT AN MARIA LICHTMES DEN 2. FEB. 1674 IHR LEBENSLICHT GOTT DEM ALLMÄCHTIGEN AUFRICHTIGEN AUFGEOPFERT / DISER WOHL EINEN UND UNS ALLEN EIN EWIGES LICHT GIEDIGLICH LEUCHTEN. AMEN.
ZU EINER GEDÄCHTNUS HABEN DIE VERLASSENEN KINDER DIESEN STEIN HERBEIGELEGT.
Das Verlassenschafts-Inventar gibt eine Vorstellung vom Vermögen einiger damaliger Kaisersteinbrucher Meister. Hier nur eine kleine Auswahl:
verschiedenartiges Bargeld in ansehnlicher Menge, Taler, Doppeltaler, Dukaten, Zehnfach-, Fünffach, Doppeldukaten, ganze, halbe und Viertelsilberkronen, Silbergeschirr, Silbergürtel, Silberlöffel und Geschmeide. Seiner Frau vermachte er ein Haus in Kaisersteinbruch mit Garten und Stadel und zwei Weingärten in Sommerein und Breitenbrunn, 2.400 Gulden, ein Fass Wein.
Dem Stift Heiligenkreuz testierte er 100 fl, weitere geistliche Stiftungen erhielten in Bruck an der Leitha die Kapuziner (Kloster 1784 aufgehoben) und die Augustiner (Kloster 1788 aufgehoben), in Frauenkirchen die Gürtelbruderschaft des hl. Franziskus. Er stiftete den Serviten in Loretto und der Kirche von Mariazell.

### Ein frommer Mann
Pater Clemens Eder protocollierte .. ist fromm, versehen mit den letzten Tröstungen in Gott entschlafen, nachdem er 68 Jahre und 3 Monate gelebt hatte, nicht so sehr für sich selbst, als Gott und seinem Nächsten, als großer Wohltäter unserer Pfarrkirche, dessen Seele den ewigen Frieden genießen möge.
Sein Name ist auf der Schriftrolle des Kaisersteinbrucher Sonnenuhr-Pfeilers von Bildhauer Alexandru Ciutureanu eingemeisselt.

## Werke
- 1658–1662: Kapuzinergruft, polierte Bodenplatten, Stiegenstaffel
- 1662: Wilfleinsdorfer Pestkreuz
- 1660–1680: Hofburg, Leopoldinischer Trakt, mit Camillo Rezi, Architekt Filiberto Lucchese, Auftragsvolumen 12.500 Gulden, im Februar 1668 brannte der fertige Bau ab. Neuaufbau Architekt Giovanni Pietro Tencalla.
- 1665: Schloss Niederleis, Brunnen
- 1667–1668: Kaisersteinbruch,  Friedhofsportal, Architektur, bildhauerische Gestaltung.
- 1667–1672: Schloss Esterházy (Eisenstadt), großer Umbau durch Fürst Paul I. Esterházy, mit Ambrosius Regondi
- 1686–1689: Mariahilfer Kirche, Palatin Paul I. Esterházy finanzierte den Bau dieser Kirche.
- 1688: Schloss Lednice in Mähren, Reitstallgebäude, Auftrag Karl Eusebius von Liechtenstein, Architekt Joh. Bernhard Fischer v. Erlach
- 1689: Gartenpalast Liechtenstein in der Rossau, mit den Schwiegersöhnen Giovanni Battista Passerini und Martin Trumler, Pfeiler, Portale, Säulen, ... Auftragsvolumen 50.000 Gulden.
- 1691–1696: Stadtpalais Kaunitz-Liechtenstein, mit Passerini und Trumler, Prunktreppe, Portale Säulen, ... für Graf Dominik Andreas I. von Kaunitz, der verkaufte 1694 an Adam Andreas Fürst Liechtenstein.

### Stiftung von Hl. Messen für die Ferrethi-Familie
Seine Tochter Anastasia, verwitwete Passerinin, wiederverheiratete Sasslaberin stiftete „auf ewige Zeiten“.

## Archivalien

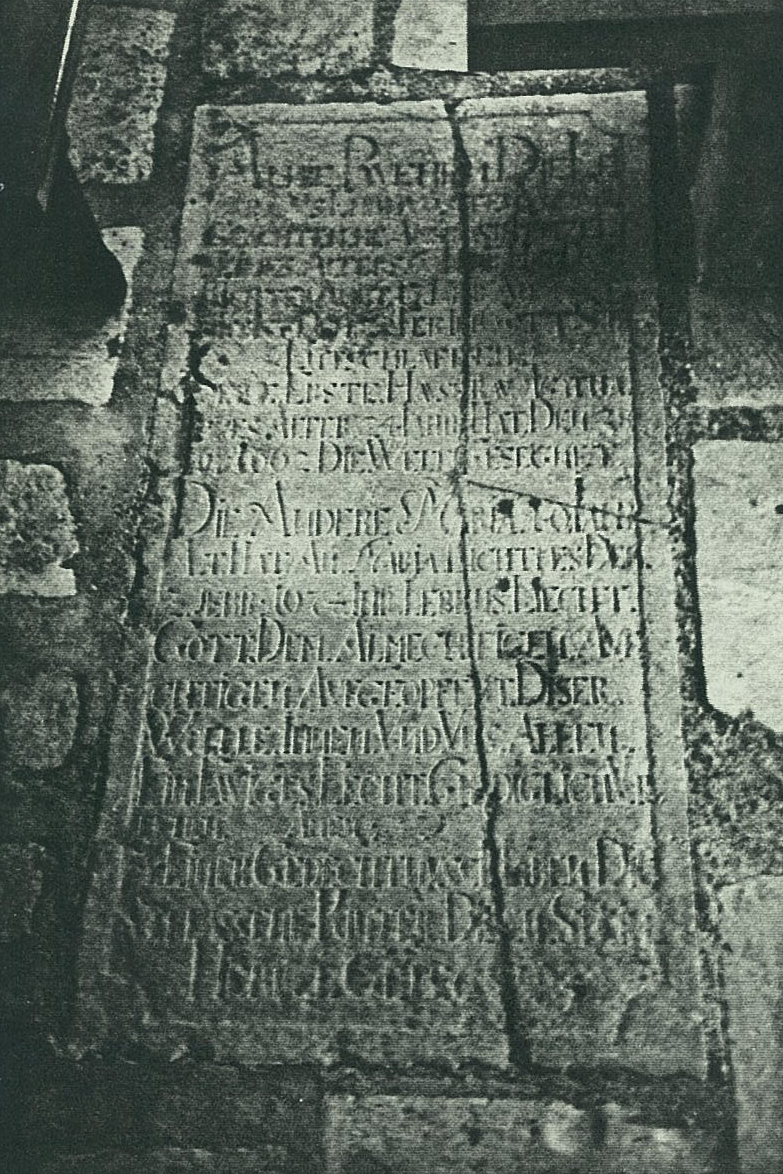
Epitaph, einst im Kirchenboden, jetzt Privatbesitz

- Wiener Stadt- und Landesarchiv: Steinmetzakten.
- Hofkammerarchiv, Camerale Zahlamtsbücher: 1660–1667 Cassa über das kayserliche Burggebäude, 1665 Bau der neuen Burg (Leopoldinischer Trakt)
- Stift Heiligenkreuz Archiv: Kirchenbücher, Register.
- Michaelerkirche: Rechnungsbücher 1684. Mariahilfer Kirche.